# Hans Bergman
Hans Bergman (1945) è un ex sciatore alpino svedese.

## Biografia
Ai Campionati svedesi 1970 Bergman vinse il titolo nazionale nella discesa libera; non debuttò in Coppa del Mondo e non prese parte a rassegne olimpiche o iridate.

## Palmarès

### Campionati svedesi
- 1 oro (discesa libera nel 1970)[1]